# Щербаково (Каменський міський округ)
Щербако́во (рос. Щербаково) — село у складі Каменського міського округу Свердловської області.
Населення — 58 осіб (2010, 60 у 2002).
Національний склад станом на 2002 рік: росіяни — 100 %.